# Вальтер фон Штайнекер
Барон Вальтер фон Штайнекер (нім. Walter Freiherr von Steinaecker; 25 березня 1917, Берлін — 22 березня 1943, Атлантичний океан) — німецький офіцер-підводник, капітан-лейтенант крігсмаріне.

## Біографія
5 квітня 1935 року вступив на флот. З вересня 1939 року — артилерійський офіцер на легкому крейсері «Лейпциг». З лютого 1940 року — артилерійський, дивізійний і вахтовий офіцер на есмінці «Герман Шеманн». З жовтня 1940 по березень 1941 року пройшов курс підводника. З 31 травня 1941 року — 1-й вахтовий офіцер на підводному човні U-502. В квітні-червні 1942 року пройшов курс командира човна. З 8 липня 1942 року — командир U-524, на якому здійснив 2 походи (разом 77 днів у морі). 23 березня 1943 року U-524 був потоплений в Північній Атлантиці південніше Мадейри (30°15′ пн. ш. 18°13′ зх. д.) глибинними бомбами американського бомбардувальника «Ліберейтор». Всі 52 члени екіпажу загинули.
Всього за час бойових дій потопив 2 кораблі загальною водотоннажністю 16 256 тонн.
| Дата            | Назва корабля  | Тип               | Тоннаж | Вантаж                                                                                          | Екіпаж | Загинули | Країна             | Конвой |
| --------------- | -------------- | ----------------- | ------ | ----------------------------------------------------------------------------------------------- | ------ | -------- | ------------------ | ------ |
| 8 грудня 1942   | Empire Spenser | Тепловий танкер   | 8,194  | 10 000 тонн пального                                                                            | 58     | 1        | Британська імперія | HX-217 |
| 15 березня 1943 | Wyoming        | Торговий пароплав | 8,062  | 5500 тон генеральних вантажів, включаючи продукти харчування, медичне обладнання і сталеві мати | 127    | 0        | Франція            | UGS-6  |

## Звання
- Кандидат в офіцери (5 квітня 1935)
- Морський кадет (25 вересня 1935)
- Фенріх-цур-зее (1 липня 1936)
- Оберфенріх-цур-зее (1 січня 1938)
- Лейтенант-цур-зее (1 квітня 1938)
- Оберлейтенант-цур-зее (1 жовтня 1939)
- Капітан-лейтенант (1 квітня 1942)

## Нагороди
- Медаль «За вислугу років у Вермахті» 4-го класу (4 роки)
- Іспанський хрест в бронзі (6 червня 1939)
- Залізний хрест
  - 2-го класу (18 грудня 1939)
  - 1-го класу (12 січня 1943)
- Нагрудний знак есмінця (1 жовтня 1940)
- Нагрудний знак підводника (17 березня 1942)